# Список станций Самарского метрополитена
Это список станций Самарского метрополитена — системы линий метрополитена в Самаре (Россия).

## Линии и станции
|   | Название станции | Дата открытия                   | Прежние проектные названия | Тип станции                                                     | Глубина (м) | Район города    | Вид станции |
| - | ---------------- | ------------------------------- | -------------------------- | --------------------------------------------------------------- | ----------- | --------------- | ----------- |
| 1 | Алабинская       | 26 декабря 2014; 1 февраля 2015 | Октябрьская                | Колонная трёхпролётная, мелкого заложения. Островная платформа. | 9,5         | Октябрьский     |             |
| 1 | Российская       | 26 декабря 2007                 | Проспект Ленина            | Колонная двухпролётная, мелкого заложения. Береговые платформы. | 8           | Октябрьский     |             |
| 1 | Московская       | 27 декабря 2002                 | Проспект Маркса            | Колонная трёхпролётная, мелкого заложения. Островная платформа. | 16          | Железнодорожный |             |
| 1 | Гагаринская      | 26 декабря 1993                 | Проспект Гагарина          | Колонная трёхпролётная, мелкого заложения. Островная платформа. | 17.5        | Железнодорожный |             |
| 1 | Спортивная       | 25 марта 1993                   |                            | Колонная трёхпролётная, мелкого заложения. Островная платформа. | 8           | Советский       |             |
| 1 | Советская        | 31 декабря 1992                 |                            | Колонная трёхпролётная, мелкого заложения. Островная платформа. | 8           | Советский       |             |
| 1 | Победа           | 26 декабря 1987                 |                            | Односводчатая, мелкого заложения. Островная платформа.          | 8           | Советский       |             |
| 1 | Безымянка        | 26 декабря 1987                 |                            | Колонная трёхпролётная, мелкого заложения. Островная платформа. | 8           | Советский       |             |
| 1 | Кировская        | 26 декабря 1987                 |                            | Односводчатая, мелкого заложения. Островная платформа.          | 12          | Советский       |             |
| 1 | Юнгородок        | 26 декабря 1987                 |                            | Открытая наземная. Островная платформа.                         | 0           | Промышленный    |             |

## Строящиеся станции
| Название станции | Планируемая дата открытия | Прежние проектные названия | Район     |
| ---------------- | ------------------------- | -------------------------- | --------- |
| Первая линия     |                           |                            |           |
| Театральная      | 2026                      | Площадь им. Куйбышева      | Ленинский |

## Планируемые станции
| Название станции | Начало строительства | Планируемая дата открытия | Прежние проектные названия | Район           |
| ---------------- | -------------------- | ------------------------- | -------------------------- | --------------- |
| Вторая линия     |                      |                           |                            |                 |
| Хлебная площадь  | неизвестно           | неизвестно                |                            | Самарский       |
| Вокзальная       | неизвестно           | неизвестно                |                            | Железнодорожный |
| Клиническая      | неизвестно           | неизвестно                | Владимирская               | Ленинский район |
| Карла Маркса     | неизвестно           | неизвестно                | Московская-2               | Железнодорожный |
| Революционная    | неизвестно           | неизвестно                |                            | Октябрьский     |
| Орловская        | неизвестно           | неизвестно                |                            | Октябрьский     |

## Отменённые станции и линии
| Название станции | Прежние проектные названия | Район           | Примечание |
| ---------------- | -------------------------- | --------------- | ---------- |
| Первая линия     |                            |                 |            |
| Крылья Советов   | -                          | Кировский район |            |
| Самарская        | -                          | Ленинский район |            |
| Третья линия     |                            |                 |            |